# Aequidens
Genre
Aequidens est un genre de poissons de la famille des Cichlidae, de l'ordre des Cichliformes.

## Liste des espèces
Selon FishBase (30 janvier 2016) :
- Aequidens chimantanus Inger, 1956
- Aequidens diadema (Heckel, 1840)
- Aequidens epae Kullander, 1995
- Aequidens gerciliae Kullander, 1995
- Aequidens hoehnei (Miranda Ribeiro, 1918)
- Aequidens mauesanus Kullander, 1997
- Aequidens metae Eigenmann, 1922
- Aequidens michaeli Kullander, 1995
- Aequidens pallidus (Heckel, 1840)
- Aequidens paloemeuensis Kullander et Nijssen, 1989
- Aequidens patricki Kullander, 1984
- Aequidens plagiozonatus Kullander, 1984
- Aequidens potaroensis Eigenmann, 1912
- Aequidens rondoni (Miranda Ribeiro, 1918)
- Aequidens tetramerus (Heckel, 1840)
- Aequidens tubicen Kullander et Ferreira, 1991
- Aequidens viridis (Heckel, 1840)